# Hobgoblin

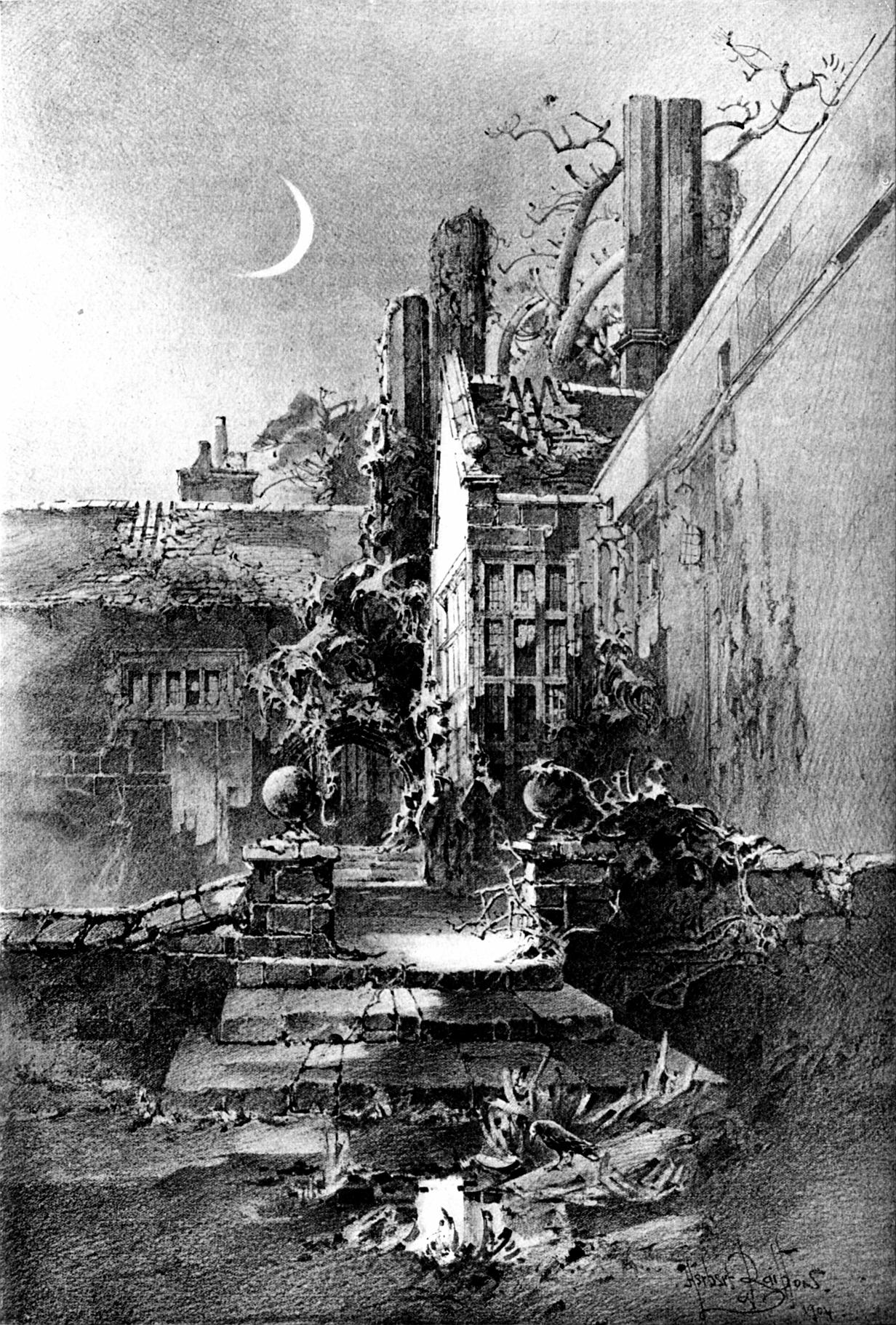
Hobgoblin Hall, một tranh vẽ của Herbert Railton.

Hobgoblin là một sinh vật sống trong nhà của con người, xuất hiện trong văn hóa dân gian Anh. Hobgoblin từng được coi là hữu ích nhưng với sự truyền bá của Kito giáo thì chúng lại bị coi là tinh quái. Shakespeare xác định nhân vật Puck trong tác phẩm Giấc mộng đêm hè của ông là một hobgoblin.

## Từ nguyên
Thuật ngữ "hobgoblin" xuất phát từ "hob" (elf). Từ này được biết đến có thể bắt nguồn từ khoảng năm 1530, mặc dù nó có thể đã được sử dụng một thời gian trước đó.

## Văn hóa dân gian
Hobgoblin trông giống họ hàng thân thiết của chúng là brownie. Chúng có vẻ ngoài nhỏ bé, người đầy lông, thường được tìm thấy trong nhà của con người, chúng làm những công việc lặt vặt quanh nhà, ví dụ như lau bụi và ủi đồ. Thông thường, phần thưởng duy nhất để đổi lấy những việc chúng làm là thức ăn.
Trong khi brownie là những sinh vật hiền lành, thì hobgoblin lại tinh nghịch hơn. Chúng dường như cũng có thể thay đổi hình dạng, như đã thấy trong một trong những đoạn độc thoại của Puck trong Giấc mộng đêm hè. Robin Goodfellow có lẽ là kẻ tinh nghịch và khét tiếng nhất trong đồng loại, chúng có thể tinh nghịch, đáng sợ và thậm chí nguy hiểm.